# Vietaskuppen
Vietaskuppen är en av Sveriges mest legendariska kassaskåpskupper, och tillika ett olöst brott, som utfördes i april 1971. Brottet preskriberades 1981. 
Kuppen skedde vid Vattenfalls kraftverksbygge vid Stora sjöfallet, i byn Vietas, en liten "vattenrallarby" vid Luleälven. En stor del av arbetarna skulle gå på ledighet under påskhelgen när man under förmiddagen den 22 april 1971 upptäckte att den barack där kassaskåpet med alla löneutbetalningspengar förvarades tidigare under natten utsatts för ett inbrott där det försvunnit 541 000 kronor i kontanter, ett belopp som motsvarar omkring 4,2 miljoner i 2021 års penningvärde.
Gärningsmännen (troligen var det fler än en) hade krupit en lång bit under själva baracken, och därefter vid en markering i form av en sjutumsspik skurit sig in genom golvet och med hjälp av skärbrännare och vinkelslip skurit upp ett hål i kassaskåpets botten. Man hade därefter tömt skåpet underifrån, vilket gjorde att skåpet såg orört ut, som en sorts omvänd rififikupp. Stölden upptäcktes först flera timmar fram på dagen den 22 april efter att man med mycket möda fått upp kassaskåpet vars lås manipulerats, mest troligt för att ge gärningsmännen ett ytterligare tidsförsprång. Alla arbetare togs in på förhör och ingen hade sett eller hört något. En lång utredning startades därefter.
Kuppen var extremt välgenomförd och hade förmodligen planerats under en längre tid; dagen efter var det löneutbetalning och i kassaskåpet låg lönekuverten till samtliga anställda, runt 400 stycken.  
De poliser som då jobbade med fallet var eniga om att brottet var ett så kallat insiderbrott utförd av någon eller några av de anställda, "- Ingen utomstående hade kunnat komma undan med kuppen" lydde deras slutsats. Några poliser hävdade till och med att de med all säkerhet vet vilka som utförde kuppen, men på grund av för dålig bevisning kunde aldrig någon gripas för kuppen och de som utförde gärningen hade lyckats med "Det perfekta brottet". Fallet är preskriberat sedan 1981. 
Kriminalfallet väckte även viss uppmärksamhet i utlandet, och hösten 2006 satte Norrbottensteatern under ledning av Erik Kiviniemi upp en pjäs om fallet, baserad på ett manus av författaren Mikael Niemi.